# Associació d'Amics de l'Escola Normal de la Generalitat
L'Associació d'Amics de l'Escola Normal de la Generalitat és una entitat creada amb l'objectiu de recuperar i difondre l'esperit de l'antiga Escola Normal de la Generalitat, creada el 1931 per Marcel·lí Domingo i Sanjuán i Ventura Gassol i dissolta el 1939.
Fou refundada el 1956, bé i que sense personalitat jurídica, que no va aconseguir fins al 1988. Està formada per 50 membres, d'ells 20 antics alumnes de la institució, que lluita per a difondre l'esperit innovador i de catalanitat entre els professors i deixar testimoni de la tasca de l'Escola Normal. Des de 1992 publiquen un butlletí. Conjuntament amb les facultats d'Educació i de Formació del Professorat de les universitats catalanes, i amb la col·laboració del Comissionat per a Universitats i Recerca, des de 2008 convoca el Premi Escola Normal de la Generalitat. El 2011 va rebre la Creu de Sant Jordi.